# حسین تهی
سید حسین موسوی (زادهٔ ۶ بهمن ۱۳۶۴) که با نام هنری حسین تهی شناخته می‌شود؛ خوانندهٔ رپ فارسی، پاپ و هیپ هاپ اهل ایران است. حسین تهی در تاریخ ۶ بهمن ۱۳۶۴ در شهر تهران با اصالتی ملایری زاده شد. وی از سال ۱۳۷۹ به‌طور غیرحرفه‌ای وارد عرصهٔ موسیقی شد و ترانه‌هایش را در استودیوی خانگی خودش ضبط و تکثیر کرد و از سال ۱۳۸۱ فعالیت‌اش را به‌طور حرفه‌ای آغاز و ترانه‌های خود را در استودیوهای شهر تهران ضبط کرد. او هم‌اکنون ساکن شهر لس آنجلس آمریکا است.

## ترانه‌شناسی

### آلبوم‌ها

#### تهی (۲۰۱۵)[۱۲][۱۳]
| عنوان                      | اولین انتشار |
| -------------------------- | ------------ |
| دورهمی                     | ۲۰۱۴         |
| من بالام                   | ۲۰۱۴         |
| تابستون                    | ۲۰۱۴         |
| روح                        | ۲۰۱۴         |
| دنیا می‌چرخه                | ۲۰۱۳         |
| قول بده                    | ۲۰۱۲         |
| منو این                    | ۲۰۱۰         |
| بگو هستی؟                  | ۲۰۱۱         |
| این چیه؟                   | ۲۰۰۹         |
| گلِ ناز                     | ۲۰۱۰         |
| بغض                        | ۲۰۱۰         |
| د ریِل تهی (تهی واقعی)      | ۲۰۱۱         |
| چجوری می‌خوای؟              | ۲۰۱۲         |
| کلید                       | ۲۰۰۸         |
| منو این (دیجی ممسی رمیکس)  | ۲۰۱۲         |
| این چیه؟ (دیجی ممسی رمیکس) | ۲۰۱۳         |

#### سوپر استار(۲۰۲۲)[۱۴][۱۵]
| عنوان               | با هم‌کاری      |
| ------------------- | -------------- |
| سوپر استار          |                |
| آنکیستی (اضطراب)    | پوبون          |
| واسه من             | لیلاپری، فرشید |
| پِرشیِن (فارسی)       | پوبون          |
| دیوونست             |                |
| بیبی فیس (صورت بچه) |                |
| تیکی تاکا           |                |

### تک‌آهنگ‌ها[۱۶][۱۷][۱۸]
| عنوان                                 | با هم‌کاری               | انتشار |
| ------------------------------------- | ----------------------- | ------ |
| طهران                                 | رضا پیشرو               | ۲۰۲۴   |
| چارچوب                                | بنیامین بهادری          | ۲۰۲۴   |
| بیا                                   |                         | ۲۰۲۴   |
| تولد                                  |                         | ۲۰۲۴   |
| چابلا                                 |                         | ۲۰۲۳   |
| حالم می‌شه عالی                        |                         | ۲۰۲۳   |
| اوه                                   | آیسان اسلامی            | ۲۰۲۳   |
| بالاتر                                | خالد                    | ۲۰۲۳   |
| مجلسی (فری‌استایل)                     | رضا پیشرو               | ۲۰۲۳   |
| تمومش کن                              | پیشرو و عرفان           | ۲۰۲۳   |
| پشتِ ابر                               | فرشید                   | ۲۰۲۳   |
| ای ایران                              | 021kid                  | ۲۰۲۲   |
| هم‌صدا                                 |                         | ۲۰۲۲   |
| بیبی اونم دوستِ منه                    | امیر تتلو و رضا پیشرو   | ۲۰۲۲   |
| شُکرت                                  | رضا پیشرو و امیر تتلو   | ۲۰۲۲   |
| حله                                   | حصین، تتلو و پیشرو      | ۲۰۲۲   |
| چطوری گل (رمیکس)                      |                         | ۲۰۲۲   |
| چطوری گل                              |                         | ۲۰۲۱   |
| بیبی                                  | جدور                    | ۲۰۲۱   |
| قلبم                                  |                         | ۲۰۲۱   |
| کجایی                                 |                         | ۲۰۲۱   |
| ۱۰۰٪                                  |                         | ۲۰۲۰   |
| پوکیتو                                | تی‌گارسیا و دی‌جی اسد     | ۲۰۲۰   |
| هلش                                   | امیر تتلو               | ۲۰۲۰   |
| دل دل (رمیکس دیجی ممسی)               |                         | ۲۰۲۰   |
| دل دل                                 |                         | ۲۰۲۰   |
| دنیا                                  | مصطفی ججلی و سینان اوزن | ۲۰۲۰   |
| Out the Box (خارج از جعبه، ایچ رمیکس) |                         | ۲۰۲۰   |
| نازنین                                | اندی                    | ۲۰۱۹   |
| Out the Box (خارج از جعبه)            |                         | ۲۰۱۹   |
| عاشقت منم                             | مساری                   | ۲۰۱۸   |
| ایستا بونیتا                          |                         | ۲۰۱۸   |
| امیزینگ                               |                         | ۲۰۱۸   |
| خدایا مرسی (دیجی ممسی رمیکس)          |                         | ۲۰۱۷   |
| خدایا مرسی                            |                         | ۲۰۱۷   |
| تا ازم دور شدی                        |                         | ۲۰۱۶   |
| بامرام                                |                         | ۲۰۱۶   |
| با من می‌رقصی                          | سامی بیگی               | ۲۰۱۵   |
| رویا (دیجی ممسی رمیکس)                |                         | ۲۰۱۵   |
| بهترین دوست                           |                         | ۲۰۱۵   |
| رویا                                  |                         | ۲۰۱۵   |

### موزیک ویدئوها
| نام                               | انتشار |
| --------------------------------- | ------ |
| بیا                               | ۲۰۲۴   |
| حالم عوض می‌شه (انیمیشن)           | ۲۰۲۳   |
| اوه                               | ۲۰۲۳   |
| بالاتر (با خالد)                  | ۲۰۲۳   |
| چطوری گل                          | ۲۰۲۱   |
| بیبی (با جدور)                    | ۲۰۲۱   |
| قلبم (ویدئو انیمیشن)              | ۲۰۲۱   |
| کجایی                             | ۲۰۲۱   |
| ۱۰۰٪                              | ۲۰۲۰   |
| پوکیتو (با تی گارسیا و دی‌جی اسد)  | ۲۰۲۰   |
| دل دل                             | ۲۰۲۰   |
| دنیا (با مصطفی ججلی و سینان اوزن) | ۲۰۲۰   |
| نازنین (با اندی)                  | ۲۰۱۹   |
| Out the Box (خارج از جعبه)        | ۲۰۱۹   |
| عاشقت منم (با مساری)              | ۲۰۱۹   |
| ایستا بونیتا                      | ۲۰۱۸   |
| آمازینگ                           | ۲۰۱۸   |
| خدایا مرسی                        | ۲۰۱۷   |
| تا ازم دور شدی                    | ۲۰۱۶   |
| بامرام                            | ۲۰۱۶   |
| با من می‌رقصی (با سامی بیگی)       | ۲۰۱۶   |
| رویا                              | ۲۰۱۵   |